# Smilax kwangsiensis
Smilax kwangsiensis är en enhjärtbladig växtart som beskrevs av Fa Tsuan Wang och Tang. Smilax kwangsiensis ingår i släktet Smilax och familjen Smilacaceae.

## Underarter
Arten delas in i följande underarter:
- S. k. kwangsiensis
- S. k. setulosa